# Noogimaa
Noogimaa ist eine unbewohnte Insel, 2,2 Kilometer von der größten estnischen Insel Saaremaa und 500 Meter von der Insel Vilsandi entfernt. Sie liegt in der Landgemeinde Saaremaa im Kreis Saare. Die Insel gehört zum Nationalpark Vilsandi. Sie kann, am besten durch Waten bei Niedrigwasser, über die Inseln Mihklirahu, Käkirahu und Kalarahu erreicht werden. Der Ostteil der Insel wird als Linderahu bezeichnet.